# Obručné

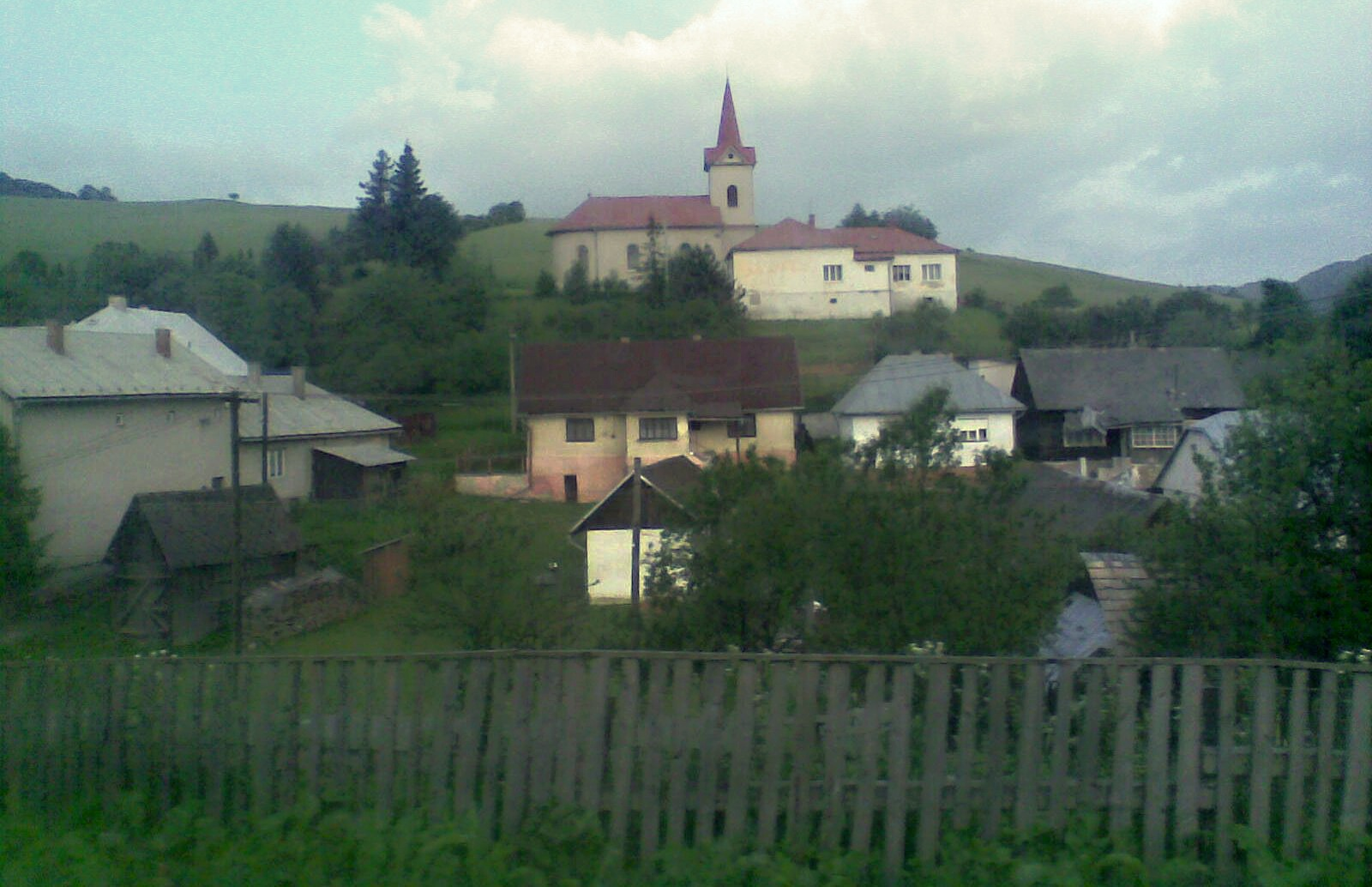
Obručné

Obručné (Hongaars: Abroncsos) is een Slowaakse gemeente in de regio Prešov, en maakt deel uit van het district Stará Ľubovňa.
Obručné telt 42 inwoners.